# منیا، کمبریج‌شر
منیا (به انگلیسی: Manea) یک روستا و محله مدنی در بریتانیا است که در فنلند، کمبریج‌شر واقع شده‌است. منیا ۲٬۰۸۸ نفر جمعیت دارد.